# 布里奥斯科
布里奥斯科（義大利語：Briosco）是意大利蒙扎和布里安扎省的一个市镇。总面积6平方公里，人口5870人，人口密度978.3人/平方公里（2009年）。ISTAT代码为015033。